# El agua en el suelo
El agua en el suelo és una pel·lícula dramàtica espanyola dirigit per Eusebio Fernández Ardavín i estrenat l'any 1934. Va ser la primera pel·lícula sonora espanyola, rodada als Estudios CEA de Madrid. El guió és una adaptació d'una comèdia dels Germans Álvarez Quintero. Es va estrenar el 14 d'abril de 1934, al cinema Líric de València i el 16 d'abril de 1934, al madrileny cine Callao.

## Argument
Un home anònim escriu uns versos i els envia a la premsa calumniant a un sacerdot d'una família pròspera, insinuant que manté relacions amb una feligresa de la seva congregació, amb el perjudici que això li suposa a ell i a la seva família, a més de la feligresa.

## Repartiment
- Maruchi Fresno...	Marucha Vilaredo
- Nicolás Navarro...	Alejandro Colinas
- Luis Peña Illescas 	...	Padre Azores
- José Calle 	...	Don Apolinar Vilaredo
- Paulino Casado 	...	Gafitas
- Angelita Pulgar ...	La gitanilla
- María Anaya 	...	El ama
- Julio César Rodríguez 	...	Director de 'El Mal Bicho'
- Rufino Inglés 	...	Poli Vilaredo
- José de Abarca ...	Beleno
- Carlos Verger 	...	Jorge Castañer